# Кошехабль (станция)
Кошеха́бль — грузовая и пассажирская станция на участке Армавир — Туапсе Туапсинского региона Северо-Кавказской железной дороги. Находится в ауле Кошехабле, Республики Адыгея.

## Пассажирское сообщение
- Пригородное сообщение:

Белореченская — Армавир 1 — Белореченская; Белореченская — Армавир 2 — Белореченская.
- Дальнее сообщение:

На станции имеет остановку скоростной поезд № 811/812 «Ласточка» сообщением Имеретинский курорт — Армавир 1 — Имеретинский курорт.